# 广福镇 (蕉岭县)
广福镇，是中华人民共和国广东省梅州市蕉岭县下辖的一个乡镇级行政单位。

## 行政区划
广福镇下辖以下地区：
广福镇社区、大坝村、广育村、石峰村、铁坑村、洪才村、西山村、豪岭村、叶田村、乐干村和留畲村。